# 亚布洛奇诺耶农村居民点
亚布洛奇诺耶农村居民点（俄语：Яблоченское сельское поселение）是俄罗斯联邦沃罗涅日州霍霍利斯基区所属的一个农村居民点。其下辖有2个居民点，行政中心为亚布洛奇诺耶。据2016年统计，该农村居民点的人口为791人。